# Азелінський могильник
Азе́лінський моги́льник — археологічна пам'ятка III—V століть пізньої стадії розвитку худяковської культури, що належить західному варіанту древньо-удмуртської спільноти.

Прикраси з могильника

Могильник розташований на лівому березі річки Шошма, на північній околиці села Азеліно Малмизького району Кіровської області. Пам'ятка була досліджена в 1929 році М. Г. Худяковим, розкопувалась В. Ф. Генінгом в 1955 році.
В могильнику було відкрито 1080 м², досліджено 22 захоронення, які утворюють 2 ряди. Поховання здійсненні в прямокутних ямах глибиною 0,5-1,2 м способом покладання. Мерці вкладені витягнуто на спині, головою на північ або північний схід. Захоронення супроводжуються різноманітним інвентарем. Особливо багато жіночих прикрас: складні головні убори типу шапочки «так'я», головні віночки, бронзові скроневі підвіски, гривні, застібки-сюльгами, нагрудники, браслети, персні та інші. В чоловічих захороненням знайдені різноманітні знаряддя праці та зброя. Виділяються спеціалізовані захоронення коваля з інструментами (ковальські кліщі, молоток, ножі-різаки, напилки та інший дрібний інструмент) та готовою продукцією.